# Say Say Say
Singles par Paul McCartney
The Girl Is Mine
(1982) Pipes of Peace
(1983)
Singles par Michael Jackson
P. Y. T. (Pretty Young Thing)
(1983) Thriller
(1984)
Clip vidéo
[vidéo] « Say Say Say (Audio) », sur YouTube
Say Say Say est une chanson sortie le 3 octobre 1983, interprétée en duo par Paul McCartney et Michael Jackson, produite par George Martin. Elle est extraite en tant que premier single de l'album de Paul McCartney paru la même année : Pipes of Peace.

## Clip vidéo

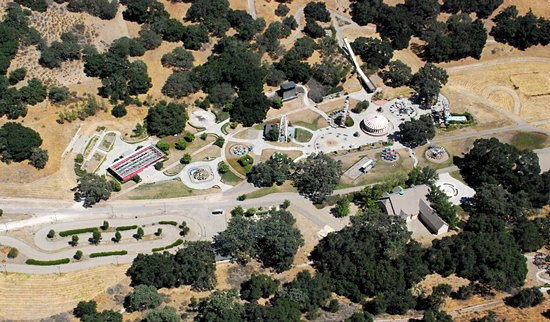
Vue aérienne du Neverland Ranch près de Los Olivos, CA. Non loin du ranch Sycamore Valley, lieu de tournage du clip

Le clip vidéo fut réalisé par Bob Giraldi (qui venait de réaliser Beat It) pour un budget de 500 000 dollars. Il met en scène, en plus de Paul McCartney et Michael Jackson, Linda McCartney et La Toya Jackson. Il fut tourné à Los Alamos et au ranch de Sycamore Valley (près de Los Olivos). La partie au saloon fut filmée à l'Union Hotel de Los Alamos, construit en 1880. C'est en visitant la région que Michael Jackson s'intéressa à l'achat d'une propriété en Californie, ce qu'il fera en 1988 en rachetant le Sycamore Vallée Ranch qui deviendra le ranch de Neverland.

## Accueil commercial
Le single se plaça à la première place du Billboard Hot 100 aux États-Unis du 10 décembre 1983 au 21 janvier 1984. Il fut également numéro un au Canada, en Norvège, en Suède et dans plusieurs autres pays. Il a atteint la place de numéro deux au Royaume-Uni et a atteint le Top 10 en Australie, en Autriche, en Nouvelle-Zélande, aux Pays-Bas, en Suisse et dans plus de 20 autres pays.

## Autres collaborations Jackson/McCartney
Say Say Say marque le deuxième succès du duo McCartney-Jackson après le tube The Girl Is Mine en 1982 (no 2 au Billboard Hot 100) extrait de l'album Thriller. Sur Pipes of Peace figure également The Man, un autre titre interprété par les deux chanteurs. Ce titre fut sérieusement envisagé pour être édité en single mais un 3e single du duo McCartney/Jackson fut finalement abandonné.
En 1979, Michael Jackson avait repris pour l'album Off the Wall le titre Girlfriend de Paul McCartney. Écrit pour Michael Jackson, ce titre était d'abord sorti en 1978 sur l'album London Town du groupe Wings.

## Discographie
- Say Say Say est notamment disponible sur l'édition française de la compilation King of Pop (2008). Le clip est quant à lui inclus dans le coffret DVD Michael Jackson's Vision (2010).

## Classements et certifications

### Classements
| Classement (1983–84)                   | Meilleure position |
| -------------------------------------- | ------------------ |
| Afrique du Sud (Springbok Top 20)      | 3                  |
| Allemagne de l'Ouest (Media Control)   | 12                 |
| Australie (Kent Music Report)          | 4                  |
| Autriche (Ö3 Austria Top 40)           | 10                 |
| Belgique (Flandre Ultratop 50 Singles) | 16                 |
| Canada (RPM Top Singles)               | 1                  |
| Espagne (PROMUSICAE)                   | 1                  |
| États-Unis (Hot 100)                   | 1                  |
| États-Unis (Hot Black Singles)         | 2                  |
| États-Unis (Adult Contemporary)        | 3                  |
| États-Unis (Mainstream Rock Tracks)    | 24                 |
| France (IFOP)                          | 1                  |
| Irlande (IRMA)                         | 3                  |
| Italie (Musica e dischi)               | 1                  |
| Norvège (VG-lista)                     | 1                  |
| Nouvelle-Zélande (RMNZ)                | 10                 |
| Pays-Bas (Single Top 100)              | 8                  |
| Royaume-Uni (Official Charts Company)  | 2                  |
| Suède (Sverigetopplistan)              | 1                  |
| Suisse (Schweizer Hitparade)           | 2                  |

| Classement (1983)              | Position |
| ------------------------------ | -------- |
| États-Unis (Hot 100)           | 1        |
| Royaume-Uni (UK Singles Chart) | 22       |

| Classement (1984)                | Position |
| -------------------------------- | -------- |
| Afrique du Sud (Springbok Radio) | 14       |
| Australie (Kent Music Report)    | 57       |
| Canada (RPM Top Singles)         | 39       |
| États-Unis (Hot 100)             | 3        |

| Classement (1980–89)              | Position |
| --------------------------------- | -------- |
| États-Unis (Top Songs of the 80s) | 8        |

| Classement (1958–2018) | Position |
| ---------------------- | -------- |
| États-Unis (Hot 100)   | 44       |

### Certifications
| Région                                                                  | Certification | Ventes/Streams |
| ----------------------------------------------------------------------- | ------------- | -------------- |
| Australie (ARIA)                                                        | Or            | 67 000         |
| Canada (Music Canada)                                                   | Platine       | 100,000^       |
| États-Unis (RIAA)                                                       | Platine       | 1 000 000^     |
| France (SNEP)                                                           | Or            | 825 000        |
| Royaume-Uni (BPI)                                                       | Argent        | 250 000^       |
| ^Mise en rayon selon la certification xNon précisé par la certification |               |                |

## Reprises
Une version dance de Hi Tack intitulée Say Say Say (Waiting 4 U) est sortie en 2005.
Puis, une version folk de Kesang Marstrand est sortie en 2008.
En 2015, une version remixée utilisant d'autres prises des sessions d'enregistrement est publiée par Paul McCartney pour la réédition de Pipes of Peace dans le cadre de la publication de ses archives en coffret de luxe. Il utilise les prises vocales non utilisées pour proposer une version alternative intéressante car on y entend plusieurs extraits avec les interprétations inversées, Paul chantant les parties de Michael et inversement.
En 2023, le DJ Kygo sort une version remixée avec la voix de Paul McCartney et Michael Jackson.